# Michel Lévy frères
Michel Lévy frères est une maison d'édition fondée en 1836 au 2 bis de la rue Vivienne, dans le 2e arrondissement de Paris, par Michel Lévy et ses frères Nathan et Kalmus (plus tard francisé en Calmann).

## Biographie
Originaires de Phalsbourg, Michel et Kalmus Lévy sont les fils d’un colporteur juif alsacien, Simon Lévy venu s'installer à Paris en 1825.

### Michel Lévy
Michel, le benjamin, né en 1821, se lance très jeune dans le métier de l'édition et devient rapidement un éditeur renommé. En 1841, il fonde la librairie Michel Lévy Frères.
En 1858, il fonde l'hebdomadaire L'Univers illustré dans lequel il peut publier en feuilleton ses auteurs et les promouvoir. Il rachète à Pierre-Jules Hetzel les droits sur Stendhal qui ne se vendait pas et le relance par son journal. Il fait signer à ses auteurs des contrats d'exclusivité, ce qui est assez nouveau. Il est aussi le premier à fabriquer de façon soignée du roman à 1 franc le volume, puis du roman populaire de qualité.
À la fin du Second Empire, la maison d'édition « devient la première en Europe toutes productions confondues ». Elle accueille dans ses rangs des auteurs aussi prestigieux que Honoré de Balzac, Charles Baudelaire, Alexandre Dumas, Gustave Flaubert, Victor Hugo, Alphonse de Lamartine, George Sand.
Pour la littérature politique, elle publie Adolphe Thiers, Louis-Philippe Ier…
Le siège passe au 3 rue Auber, en un hôtel particulier de prestige. La maison possède également la Librairie moderne, située au 15 boulevard des Italiens.
Michel Lévy meurt en 1875, âgé de 54 ans. Il repose dans le carré juif du cimetière du Père-Lachaise (division 7).

### Kalmus dit Calmann Lévy
À la mort de Michel Lévy en 1875, son frère, Calmann né en 1819, reprend la maison d'édition à son compte et la rebaptise Calmann-Lévy. Après sa mort, en 1891, sa veuve Pauline lui succède.
Il repose, avec son frère, dans le carré juif du cimetière du Père-Lachaise (division 7).